# Штефан Тисо
Штефан Тисо (словац. Štefan Tiso; 18 жовтня 1897, Битча, Австро-Угорщина — 28 березня 1959, Леопольдов, Чехословаччина) — словацький юрист, політичний і державний діяч періоду Першої Словацької республіки.

## Біографія
Народився 1897 року в Битчі. Майбутньому президенту Першої Словацької республіки Йозефу Тисо він був троюрідним братом: дід Йозефа, Йозеф «Каро» Тисо, був рідним братом бабусі Штефана, Терези Тисо.
Закінчивши школу в 1915 році, Тисо призвали до лав Австро-угорської армії і вінвирушив на Східний фронт Першої світової війни. 1916 року потрапив до російського полону, а 1918 — приєднався до одного з добровольчих «чехословацьких легіонів», які воювали на боці країн Антанти.
До Чехословаччини Тисо повернувся 1920 року. Він ненадовго облаштувався у Брно, після чого перебрався до Братислави, де вивчав право. Здобувши освіту, став суддею в Тренчині і 1938 — головою крайового суду. У вересні 1939 року, вже після утворення Першої Словацької республіки, Штефан Тисо був знову переведений в Братиславу і встав на чолі Верховного суду Словаччини.
У вересні 1944 року Йозеф Тисо призначив свого родича на пост Прем'єр-міністра Словаччини замість Войтеха Туки, а також на посади міністра закордонних справ і юстиції. Однак уже незабаром Словаччина була зайнята радянськими військами. Втікши в Австрію в квітні 1945 року, 8 травня Тисо підписав капітуляцію Словаччини у Другій світовій війні.
Після капітуляції був заарештований і засуджений. У листопаді 1947 року Народний суд в Братиславі засудив Штефана Тисо до 30 років позбавлення волі. Він не дожив до закінчення терміну і пішов з життя 28 березня 1959 року в тюрмі м. Леопольдов.